# Педерсен, Арне
А́рне Пе́дерсен (дат. Arne Pedersen) — датский кёрлингист.
В составе мужской сборной Дании участник четырёх чемпионатов мира (лучший результат — пятое место в 1974). Трёкратный чемпион Дании среди мужчин.
Играл в основном на позиции третьего.

## Достижения
- Чемпионат Дании по кёрлингу среди мужчин: золото (1974, 1978, 1980).

## Команды
| Сезон   | Четвёртый         | Третий        | Второй            | Первый               | Турниры                       |
| ------- | ----------------- | ------------- | ----------------- | -------------------- | ----------------------------- |
| 1972—73 | Вигго Хунаеус     | Арне Педерсен | Иб Асбьёрн        | Ханс-Кристиан Ольрик | ЧМ 1973 (10 место)            |
| 1973—74 | Флемминг Педерсен | Арне Педерсен | Арвид Петерсен    | Ханс Хенриксен       | ЧДМ 1974 · ЧМ 1974 (5 место)  |
| 1977—78 | Арвид Петерсен    | Арне Педерсен | Джон Кристиансен  | Эрик Келнаес         | ЧДМ 1978 · ЧМ 1978 (10 место) |
| 1979—80 | Йёрн Блак         | Арне Педерсен | Фредди Бартельсен | Бент Йёргенсен       | ЧДМ 1980 · ЧМ 1980 (9 место)  |

(скипы выделены полужирным шрифтом)